# Palm Springs (2020)
Palm Springs (bra: Palm Springs) é um filme de comédia romântica e ficção científica estadunidense de 2020 dirigido por Max Barbakow e escrito por Andy Siara. É estrelado por Andy Samberg, Cristin Milioti, Peter Gallagher e J. K. Simmons. Conta a história de dois estranhos que se conheceram em um casamento em Palm Springs  porém, quando decidem ter um tempo juntos, são atacados por um homem misterioso. Ao acordar, descobrem que estão revivendo o mesmo dia.
O filme estreou no Festival de Cinema de Sundance em 26 de janeiro de 2020, e foi lançado nos cinemas pela Neon e via streaming no Hulu em 10 de julho de 2020. Recebeu críticas positivas, com elogios pelas performances e uso do conceito.

## Sinopse
O filme conta a história de um homem tranquilo e sem ansiedade. Ao conhecer a obstinada madrinha de casamento, vê-se inapto a deixá-la ou deixar a festa de casamento.

## Elenco
- Andy Samberg como Nyles
- Cristin Milioti como Sarah Wilder
- J. K. Simmons como Roy Schlieffen
- Peter Gallagher como Howard Wilder
- Meredith Hagner como Misty
- Camila Mendes como Tala Anne Wilder
- Tyler Hoechlin como Abraham Eugene Trent "Abe" Schlieffen
- Chris Pang como Trevor
- Jacqueline Obradors como Pia Wilder
- June Squibb como Nana Schlieffen
- Jena Friedman como Daisy
- Tongayi Chirisa como Jerry
- Dale Dickey como Darla
- Conner O'Malley como Randy
- Clifford V. Johnson como ele mesmo

## Desenvolvimento
O diretor Max Barbakow e o roteirista Andy Siara tiveram a ideia quando eram alunos do American Film Institute, "com visões iguais sobre as ideias filosóficas junguianas e sobre a importância prática de escrever um filme de baixo orçamento que seria fácil de produzir". Eles imaginaram o roteiro como "uma abordagem mumblecore cômica e absurda de Leaving Las Vegas, focada em um homem desiludido, na faixa dos trinta anos, que viaja para Palm Springs para se suicidar, e aos poucos redescobre um sentido para sua vida". Quando Siara passou a escrever para a série de TV Lodge 49, eles reformularam o roteiro em um projeto mais ambicioso, com um toque de ficção científica. Apesar de Feitiço do Tempo ter sido um ponto de partida fundamentalmente importante para a abordagem de um loop temporal em uma comédia romântica, Barbakow e Siara sabiam que precisavam distanciar seu roteiro do filme de 1993. Como resultado, Nyles já está preso no loop no início da trama, fazendo-a se parecer com "uma sequência de um filme que não existe", de acordo com Siara, e então incluindo Sarah como uma segunda personagem dentro do loop, para servir como guia da audiência através da narrativa.
O projeto foi anunciado em novembro de 2018, após garantir um incentivo fiscal para ser filmado na Califórnia; entretanto, devido às limitações desse crédito, os produtores foram forçados a filmar no território de Los Angeles, em vez de Palm Springs. Andy Samberg foi anunciado como protagonista do filme. As gravações iniciaram em abril de 2019 e duraram 21 dias.

## Lançamento
Palm Springs estreou mundialmente no Festival de Cinema de Sundance em 26 de Janeiro de 2020. Pouco tempo depois, Neon e Hulu adquiriram os direitos de distribuição do filme. Neon e Hulu supostamente pagaram US$ 17.500.000,69 pelo filme, superando em US$ 0,69 o recorde anterior de maior venda de um filme de Sundance. Posteriormente, foi especulado que o acordo havia sido próximo de US$ 22 milhões, após as garantias terem sido contabilizadas.
Nos Estados Unidos, o filme foi lançado digitalmente no Hulu e em alguns cinemas drive-in em 10 de Julho de 2020. O Hulu noticiou que o filme também estabeleceu o recorde de "mais horas assistidas nos primeiros três dias que qualquer outro filme" na história da plataforma. Em Agosto de 2020, foi relatado que 8,1% dos assinantes haviam assistido o filme no primeiro mês após seu lançamento. Em Novembro, a Variety publicou que o filme foi o viségimo-sexto título direto para streaming mais assistido de 2020 até aquele momento.
Em Janeiro de 2021, uma versão comentada do filme foi lançada, com participações de Samberg, Milioti, Barbakow e Siara; o Hulu afirmou que foi o primeiro lançamento deste tipo em um serviço de streaming.

## Recepção

### Bilheteria
Palm Springs arrecadou US$ 164 mil em 66 cinemas em seu fim de semana de estreia. Foi exibido em cerca de 30 cinemas em sua segunda semana, e arrecadou US$ 101 mil.

### Crítica
Palm Springs foi recebido com aclamação da crítica. No Rotten Tomatoes, o filme tem uma taxa de aprovação de 94% com base em 202 avaliações, com uma média de 8,0/10. O consenso dos críticos do site diz: "Desempenhos fortes, direção garantida e um conceito original e refrescante tornam Palm Springs uma comédia romântica pela qual é fácil se apaixonar". No Metacritic, o filme tem uma pontuação média ponderada de 83 em 100, com base em 42 críticas, indicando "aclamação universal".
Escrevendo para o IndieWire, David Ehrlich deu ao filme a nota B+ e o elogiou por reabordar de modo sagaz a formula de Feitiço do Tempo: "O filme parece estar sempre prestes a ir além do que é possível para uma comédia super energética de 90 minutos, e o simples ritmo da narrativa não permite que a trama desacelere. Peter Debruge, da Variety, deu ao filme uma avaliação positiva, e escreveu: "Palm Springs está para filmes de loop temporal como Zombieland estava para o gênero de mortos vivos: é uma abordagem irreverente a uma formula na qual tentativas anteriores eram obrigadas a se levar a sério. Vince Mancini, da Uproxx, deu ao filme uma avaliação positiva, dizendo: "Palm Springs é o tipo perfeito de comédia de arte. Se apresenta como uma brilhante e ingênua anedota, e, eventualmente, cai sobre você como uma tonelada de tijolos"
O Metacritic resumiu as principais listas de final de ano de vários críticos e classificou Palm Springs em 12º lugar geral.IGN nomeou o filme como o Melhor Filme do Ano de 2020.